# Noctua gredleri
Noctua gredleri là một loài bướm đêm trong họ Noctuidae.